# Syltodinium listii
Syltodinium listii is een soort in de taxonomische indeling van de Myzozoa, een stam van microscopische parasitaire dieren. Het organisme komt uit het geslacht Syltodinium en behoort tot de familie Chytridiodinidae. Syltodinium listii werd in 1989 ontdekt door Drebes.